# Lucía Morett
Lucía Andrea Morett Álvarez (Ciudad de México, 24 de mayo de 1981) es una de las tres sobrevivientes del bombardeo de Santa Rosa de Sucumbíos ocurrido el 1 de marzo de 2008 por la Fuerza Aérea de Colombia contra un campamento autodenominado Fuerzas Armadas Revolucionarias de Colombia (FARC) ubicado en el Ecuador. Actualmente Morett es buscada por medio de Interpol para fines de extradición a Colombia por una orden de aprehensión emitida por el Juzgado 32 Penal Municipal de Bogotá. 
El ataque causó la muerte de Raúl Reyes, otros miembros de las FARC y cuatro estudiantes mexicanos llevando a una crisis diplomática regional en torno a la violación colombiana de la soberanía territorial ecuatoriana.
El Partido del Trabajo de México la postuló como candidata a diputada federal para la elección del 5 de julio de 2009. La INTERPOL la señala como una "persona considerada armada, peligrosa y violenta". Desde julio de 2009 se ignora su paradero.

## Biografía
Lucía tenía 11 años cuando emigró a España con su familia donde vivieron cuatro años (de 1993 a 1996), hasta que su padre, Jorge Morett, obtuvo una beca para cursar el doctorado por la Universidad de Córdoba.
Viajó mucho junto con su hermana y sus padres, principalmente por Europa, pero también por países de África y del continente americano. Recorrió Portugal, Francia, Marruecos, Italia, Alemania, Holanda, Suiza y la República Checa además de Cuba. De regreso a México se establecieron en Texcoco. Ella estudió en el Plantel Texcoco de la  Escuela Preparatoria de la Universidad Autónoma del Estado de México.
Trabajó en el Faro de Oriente, en un taller teatral para niños. Hizo obras diversas, de directora o actriz como "Mujeres de Arena" de Humberto Robles. Junto con su hermana Sonia Morett Álvarez, quien trabaja actualmente en el Instituto de Ingeniería de la UNAM. Lucía ha apoyado acciones a favor de la liberación de los hermanos Cerezo Contreras, miembros del Frente Zapatista de Liberación Nacional (FZLN), señalados por el gobierno mexicano como participantes de movimientos subversivos. En octubre de 1998 Lucía Morett fue detenida por las autoridades mexicanas porque las dos interceptaron y gritaron consignas contra el expresidente mexicano Ernesto Zedillo en un acto público, donde le exigieron el cumplimiento de los Acuerdos de San Andrés. Salieron libres mediante una multa de un juez calificador de Texcoco. El 26 de agosto de 2004, participó en la marcha hacia la Secretaría de Gobernación que protestaron por la muerte del activista del Ejército Zapatista de Liberación Nacional (EZLN) Noel González. Ambas son simpatizantes del EZLN y forman parte de “La Otra Campaña” en Ciudad de México.
Morett estudió la carrera de literatura dramática y teatro en la Facultad de Filosofía y Letras de la UNAM. Terminó los estudios y realizó su servicio social en el Instituto Mexicano de la Radio (IMER), donde recababa información para el Sistema Nacional de Noticiarios que posteriormente era usada en los noticieros de Antena Radio. Cuenta con un certificado de locución.[cita requerida]
Posteriormente, empezó a trabajar para redactar su proyecto de tesis, "El teatro de creación colectiva en América Latina: dos casos, Cuba y Colombia". El título final de su tesis de licenciatura fue "Colombia, una revolución para el teatro y un teatro para la revolución".

## Viaje a Ecuador
En febrero de 2008, Lucía Morett viajó al Ecuador, donde visitó el campamento de Raúl Reyes el 3 de febrero, luego acudió a un congreso bolivariano de grupos de izquierda donde también asistieron delegados de las FARC y se exhibió un video con un mensaje de Raúl Reyes a los asistentes a dicho congreso, en Quito. Morett alegó que había estado en el campamento de Reyes por motivos académicos. Sin embargo, el 9 de febrero de 2009 el coronel Mario Pazmiño, exdirector de inteligencia del Ejército del Ecuador durante la Operación Fénix, mostró imágenes que desmienten las afirmaciones de Morett según las cuales su visita a las FARC era académica. Según Pazmiño, Morett habría estado en otros campamentos de las FARC.

### Bombardeo de Santa Rosa de Sucumbios
El 1 de marzo del 2008, Lucía Morett se encontraba durmiendo en un campamento de las FARC ubicado en la localidad de Santa Rosa, provincia de Sucumbíos.
A la medianoche del sábado se produjo un bombardeo aéreo de la Fuerza Aérea Colombiana. Morett estaba ubicada lejos del epicentro del ataque, resultando herida con esquirlas y balas en la nalga derecha, las piernas, el tobillo y un hombro. Sin embargo murieron sus cuatro compañeros mexicanos de nombres: Verónica Natalia Velázquez Ramírez, Juan González del Castillo, Sorén Ulises Avilés Ángeles y Fernando Franco Delgado.